# Marcello Varallo
Marcello Varallo (né le 8 octobre 1947 à Milan) est un skieur alpin Italien.

## Biographie
Ses meilleurs résultats sont deux fois une deuxième place, obtenues lors de la descente Kandahar à Garmisch-Partenkirchen les 6 et 7 janvier 1973. Il finit alors troisième du classement de la descente lors de la Coupe du monde de ski alpin 1973.

## Palmarès

### Jeux olympiques d'hiver
| Épreuve / Édition | Sapporo 1972 |
| Descente          | 10e          |

### Championnats du monde
| Épreuve / Édition | Gröden 1970 |
| Descente          | 5e          |

### Coupe du Monde
- Meilleur classement final: 14e en 1973.
- 2 podiums
- Meilleur résultat: 2e.

#### Différents classements en coupe du monde
| Année/Classement | Année/Classement | Général | Général | Descente | Descente | Slalom | Slalom | Géant  | Géant  |
| ---------------- | ---------------- | ------- | ------- | -------- | -------- | ------ | ------ | ------ | ------ |
| Année/Classement | Année/Classement | Class.  | Points  | Class.   | Points   | Class. | Points | Class. | Points |
| 1970             | 1970             | 41e     | 8       | 12e      | 8        | -      | -      | -      | -      |
| 1972             | 1972             | 51e     | 1       | 23e      | 1        | -      | -      | -      | -      |
| 1973             | 1973             | 14e     | 64      | 3e       | 64       | -      | -      | -      | -      |
| 1974             | 1974             | 41e     | 6       | 17e      | 6        | -      | -      | -      | -      |